# Elatine peruviana
Elatine peruviana là một loài thực vật có hoa trong họ Elatinaceae. Loài này được Baehni & J.F.Macbr. mô tả khoa học đầu tiên năm 1940.